# Уокер, Дафна
Да́фна Уо́кер (англ. Daphne Walker; род. ок. 1925 года) — фигуристка из Великобритании, серебряный призёр чемпионата мира 1947 года, бронзовый призёр чемпионата мира 1939 года, чемпионка Великобритании 1947 года в женском одиночном катании.

## Спортивные достижения
| Соревнования/Сезоны       | 1938 | 1939 | 1947 |
| ------------------------- | ---- | ---- | ---- |
| Чемпионаты мира           | 7    | 3    | 2    |
| Чемпионаты Европы         | 10   | 3    | 3    |
| Чемпионаты Великобритании |      |      | 1    |